# NGC 7556A
NGC 7556A — галактика в созвездии Рыбы.
Этот объект не входит в число перечисленных в оригинальной редакции «Нового общего каталога» и был добавлен позднее.